# Emanuel af Geijerstam (1827–1911)
Emanuel Carl af Geijerstam, född 17 november 1827 på Frösvidal, död 3 december 1911 i Linköpings församling, var en svensk militär, kammarherre och godsägare.
Han var son till bruksägaren Gustaf Emanuel af Geijerstam (1800–1877) och Eva Johanna Selling (1802–1882) samt från 1856 gift med Maria Sofia Matilda Holst (1832–1906), som var dotter till överstelöjtnanten Carl Ludvig Holst (1786—1876). Paret fick dottern Eva Maria Christina Matilda (1857–1859).
af Geijerstam blev student vid Uppsala universitet 1845 och avlade officersexamen i Örebro 1845. Han blev furir vid Svea livgarde 1846 och underlöjtnant där samma år. Han fick avsked från krigstjänsten 1850 och blev kammarherre 1860.
af Geijerstam ägde och drev Körtingsberg i Viby socken i Örebro län 1854–1868.
Förutom gården Körtingsberg drev af Geijerstam även ett sågverk i Sjöstorp.